# 일본기독교단

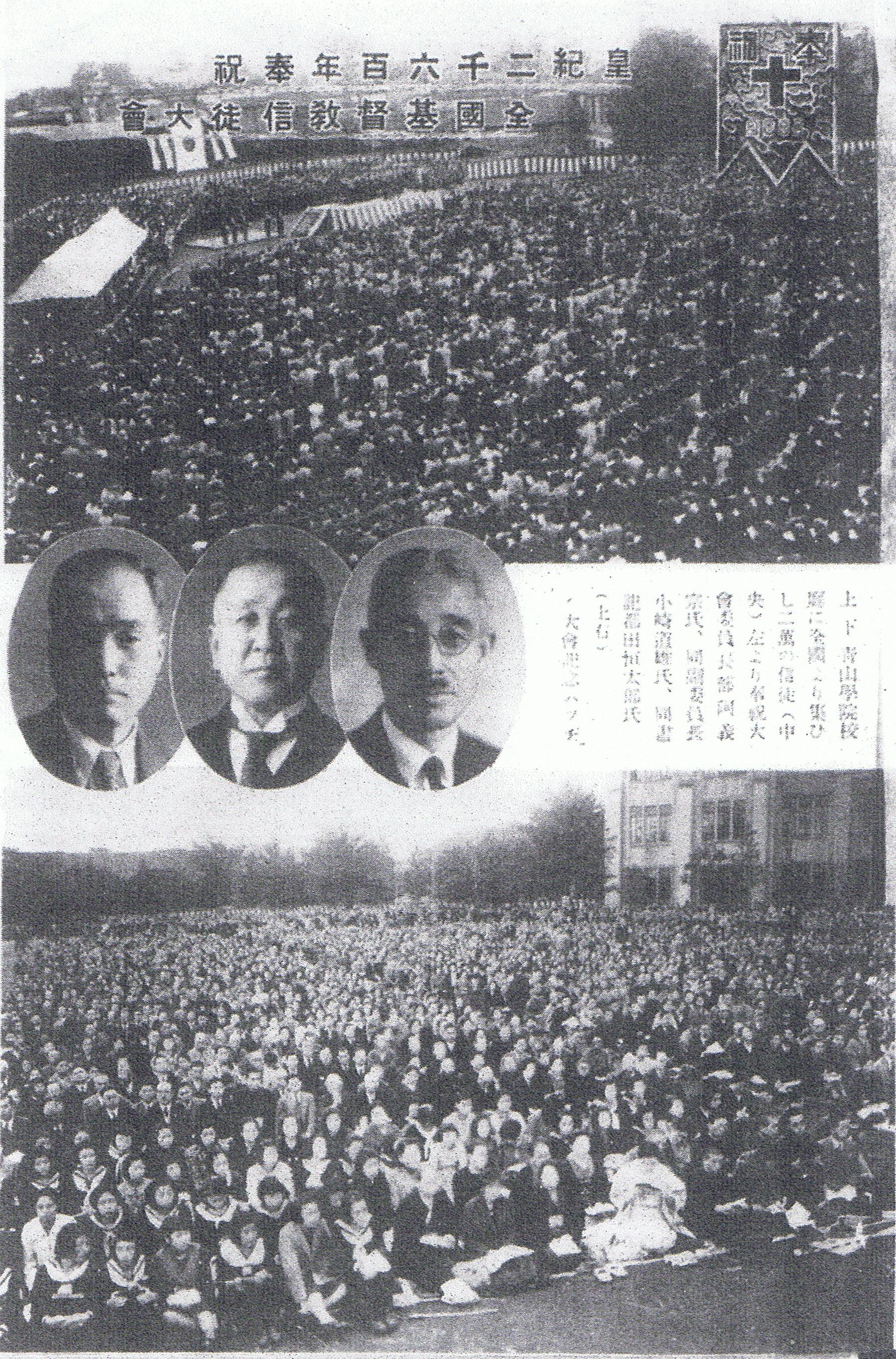
황기 2600년 봉축 전국기독교신도대회 (1940년 10월 17일)

일본기독교단(일본어: 日本基督教団, 영어: The United Church of Christ in Japan)은 1941년 6월 24일, 일본 내 33개의 개신교 교파가 연합하여 설립된 연합 교회로, 공회주의(公會主義)를 계승하는 유일한 단체이다. 공식 약칭은 "교단"이며, 외부에서는 "닛키"(日基) 또는 "닛키교단"(日基教団)으로 불리기도 한다. 종교법인으로서의 정식 명칭은 "일본기독교단"이지만, "基督"(기독)이 어려운 한자로 인식되기 때문에, 1968년 제15회 일본기독교단 총회에서의 결의에 따라, 교단 내 및 대외적으로는 가타카나 표기인 "일본그리스도(キリスト)교단"을 사용하는 것도 허용되었다. 이에 따라 교회의 안내판이나 공식 웹사이트에서도 "일본그리스도교단 ○○교회"라는 표기가 자주 사용된다.

## 개요
일본기독교단은 1937년부터 시작된 중일 전쟁 중, 종교 단체에 대한 일본 제국 정부의 통제를 목적으로 제정된 종교단체법에 따른 정부의 강력한 요청으로 설립되었다. 특히, 1940년 10월 17일, 황기 2600년 봉축 전국기독교신도대회에서 채택된 "개신교 여러 교파가 연합하여 선교・전도의 사명을 감당한다"는 결의에 따라 설립되었다. 이러한 배경에서, 일본기독교단은 전시체제에 기여하는 데 중점을 두었다.
전후, 전시 중 강제적 연합을 부정적으로 본 교파 및 교회들이 분리된 이후, 일본기독교단은 평화와 화해를 위한 연합 교회로 재구성되기 위해 다양한 노력을 기울였다. 이를 위해 1954년, 일본기독교단 신앙고백을 제정하였고, 1967년에는 총회 의장 명의로 제2차 세계 대전 중 일본기독교단의 책임에 대한 고백(통칭: 전쟁 책임 고백)을 발표하였다.
1969년, 일본 본토와 분리된 오키나와 기독교단과의 재연합이 이루어졌으며, 1970년 오사카 만국박람회에서 만국기독교관 출전 문제를 계기로 교단 내부에서 교회의 사회적 역할을 중시하는 사회파와, 교회 형성과 전도를 중시하는 그룹인 교회파 사이의 분쟁이 발생하였다. 이러한 대립은 교단 분쟁으로 이어졌으며, 현재까지도 일본기독교단 설립 과정, 전쟁 책임에 대한 인식, 연합 교회에 대한 입장, 신학적 접근 방식, 미래 전망 등 다양한 측면에서 파벌적 대립이 지속되고 있다. 그러나 최근에는 선교론의 재검토와 새로운 집행부의 개선 시도로 변화가 이루어지고 있다.
일본기독교단은 일본 내 개신교 최대 교파로 평가받으며, 2020년도 기준으로 전국에 1,666개 교회, 161,103명의 신도, 1,931명의 현직 목회자를 보유하고 있다.

## 역사

### 합동

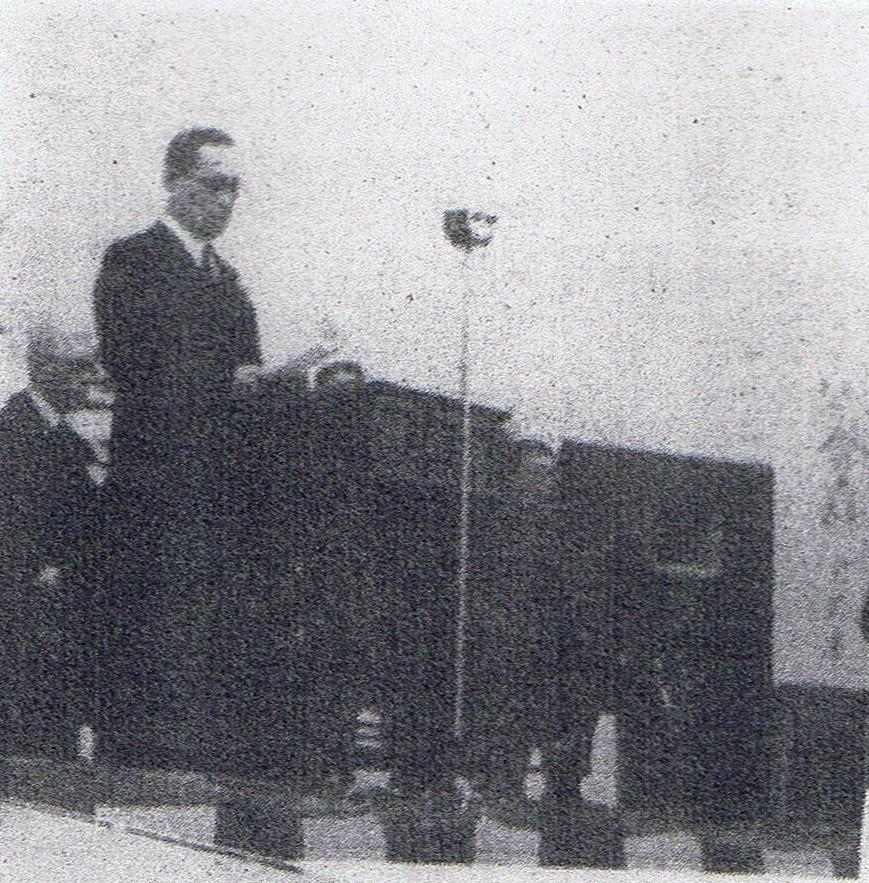
회장이었던 도미타 미츠루 목사

1941년 6월 24일부터 26일까지 후지미초 교회에서 일본기독교단 창립 총회가 열렸다. 총회는 기미가요 제창, 궁성요배, 황군 병사들을 위한 묵도, 황국신민의 맹세 등의 국민의례로 시작되었다. 총회에서는 "우리는 기독교 신자임과 동시에 일본 신민으로서 황국에 충성을 다하는 것을 최우선으로 한다"고 맹세하였다. 당시 일본기독교회 대회 의장이었던 도미타 미츠루 목사가 교단의 대표인 통리자(統理者)로 임명되었으며, 통리자는 종교단체법에 따른 권한을 부여받고 칙임관에 준하는 대우를 받았다.
1941년 설립 당시, 통합된 33개 개신교 교파는 각 교파의 전통을 유지하면서 아래의 11부로 조직되었다.
1. 제1부 - (구) 일본기독교회
2. 제2부 - 일본메소디스트교회, 일본미보교회, 일본성원교회
3. 제3부 - 일본조합기독교회, 일본기독동포교회, 일본복음교회, 기독우회, 기독교회
4. 제4부 - 일본침례기독교단
5. 제5부 - 일본복음루터교회
6. 제6부 - 일본성교회(홀리니스 계열)
7. 제7부 - 일본전도기독교단(일본예수그리스도교회, 일본협동그리스도교회, 기독교전도교회(현 시온기독교단), 기독교전도대, 기독교부흥교회, 일본전도기독교단, 일본오순절교회, 일본성결교회)
8. 제8부 - 일본성화기독교단(일본동맹기독교협회, 일본자유감리교회, 일본나사렛교회(동부-서부), 세계선교단)
9. 제9부 - 기요메교회(홀리니스 계열), 일본자유기독교회
10. 제10부 - 일본독립교회동맹(웨슬리안감리교회, 보급복음교회, 일본일치기독교단, 도쿄기독교단, 일본하나님의교회, 일본성서교회(현 일본성서공회), 일본성령교회, 활수교회)
11. 제11부 - 구세단 (현 구세군)

설립 당시, 개신교 교파들에게는 두 가지 선택지가 있었다. 첫째는 (구) 일본기독교회가 독립을 유지하여 하나의 교단을 구성하고, 나머지 교회들이 통합하여 별도의 교단을 구성하는 방안이고, 둘째는 33개 교파가 통합하여 하나의 교단을 구성하는 방안이었다. 결과적으로 후자가 선택되었는데, 이는 전시 체제에서 정부의 요청(혹은 압력)과 메이지 시대부터 이어진 개신교 교파 통합 운동의 전통적인 영향을 받은 결과로 평가된다.
설립 당시 일본기독교단은 독자적인 신앙고백 없이, 간략한 문서인 "교리의 대요"를 기반으로 설립 승인을 받았다. 일본기독교단 제1부(구 일본기독교회)는 독자적인 신앙고백 제정을 강하게 주장하였으나, 일부 교파는 신조의 구속력을 인정하지 않고 통합 자체를 "백지위임"의 태도로 받아들였다. 교리의 대요의 내용은 다음과 같다.
예수 그리스도를 통해 계시되고 성경에 증거된 성부, 성자, 성령의 삼위일체 하나님은 세상의 죄와 구원을 위해 인간이 되시고 죽으시고 부활하셨다. 이를 믿는 자의 죄를 용서하시고, 그를 의롭게 하시며, 거룩하게 하시고, 영생을 주신다. 교회는 그리스도의 몸으로서 은혜에 의해 부름 받은 자들의 공동체로서, 예배를 지키고 성례를 행하며 복음을 선포하고 주님의 재림을 기다리는 존재이다.
1942년 1월 11일, 도미타 미츠루 통리는 이세신궁에 참배하여 아마테라스 오미카미에게 교단 설립을 보고하였다.
"도미타 통리는 10일 밤 이세로 출발하였고, 스즈키 총무국장을 동행하여 11일 아침, 이세 대묘에 참배하였다. 이 자리에서 일본 신교단의 발족을 보고하고, 앞으로의 발전을 기원하였다."

### 홀리니스 탄압 사건과 일본기독교단의 변화
홀리니스 탄압 사건은 1942년 6월 26일, 홀리니스 계열 교직자들이 치안유지법 위반 혐의로 검거된 사건이다. 이 사건으로 일본기독교단 제6부(구 일본성교회) 소속 교직자 60명, 제9부(구 기요메 교회) 소속 교직자 62명이 체포되었다. 이 사건에 대해 일본기독교단은 "경솔한 행동을 삼가고 당분간 사태를 관망하라", "황국민으로서의 자각에 서서 충성을 다하라"라고 지시했다. 교단의 주요 인사들은 홀리니스 계열 검거를 환영하는 태도를 보였는데, 대표적으로 간노야 히토시(제4부 주사)는 "그들의 열광적인 신앙은 교단에서 다룰 수 없는 수준으로, 이를 당국에서 처리해 준 것은 교단에 다행이었다"고 평가했다. 또한 오노 젠타로(야마나시 교구장)는 "이러한 불순한 요소를 제거함으로써 교단의 운영에 긍정적 결과를 가져올 것이라며 당국의 조치에 감사를 표했다."
도미타 미츠루 통리는 사건의 원인으로 교단의 부제(部制) 문제를 지적하며, "현 시국에 부제를 유지하는 것은 적절하지 않다"며 "최근 발생한 사건은 우리가 하나의 신앙으로 결집하지 못한 데서 비롯된 것일 수 있다"라고 했다. 1942년 11월 열린 제1회 교단 총회에서 부제 해소안이 만장일치로 통과되었고, 이후 부제는 폐지되고 지역 단위의 교구 제도로 전환되었다. 같은 해 11월 열린 제1회 교단 총회에서 부제 폐지안이 만장일치로 통과되었으며, 이는 일본 정부가 부제를 "비일본적"이라 간주하고 폐지를 승인 조건으로 삼았기 때문이었다. 도미타 미츠루 통리는 1941년 문부대신에게 1~3년 내 부제를 폐지하겠다는 서약서를 제출하며 정부와 밀약을 맺었으나, 이는 당시 외부에 알려지지 않았다. 부제 폐지 이후, 일본성공회 소속 약 60개 교회가 일본기독교단에 단일 교회로 참여하였으나, 반대로 일부 교회는 교단을 떠나 독립 교회를 설립하기도 했다. 대표적으로 오카다 미노루 목사가 목회하던 나다 교회는 1943년 일본기독교단을 이탈해 일본기독개혁파교회의 기반이 되었다.
그러나 당시 일본 내 기독교 신앙 자체가 위기에 처해 있던 상황에서, 교단의 신학적 내용이나 조직적 충실성을 강화하기는 어려웠다. 대신 교단은 전시 체제에 협력하는 데 집중했다. 1943년 4월 문부성에서 교단에 통지를 보냈고, 도미타 통리는 홀리니스 계열 목사들에게 자진 사임하지 않으면 신분을 박탈하겠다는 뜻을 전하며 사임을 권고했다.
1942년 11월 26일, 도미타 미츠루 통리는 쇼와 천황을 알현하였다. 당시 천황은 대동아전쟁이 진행되는 가운데도 특별한 배려로 오전 10시에 각 종교 교파 관장 및 일본기독교단 통리자를 궁중으로 불러 알현을 허락했다. 도미타 통리는 이를 두고 "오늘과 같은 영광은 종교계에서는 전례가 없는 일이었으며, 대동아전쟁 완수를 위해 종교 보국의 정신으로 총력을 다하겠다"고 말했다.
이어 1943년 11월 25일과 26일 열린 일본기독교단 제2회 총회에서는 군용기 헌납 운동이 결의되었다. "날아라 일본기독교단호"라는 슬로건 아래 헌금을 모아 일본 해군에 "보국 3338 제1 일본기독교단호", "보국 3339 제2 일본기독교단호"(모두 99식 함상폭격기)를, 일본 육군에 "애국 3331 제1 일본기독교단호", "애국 3332 제2 일본기독교단호"(기종 미상)를 헌납하였다. 이외에도 금성여자전문학교는 일본기독교단의 요청으로 해군에 "보국 2629 금성여전호"(99식 함상폭격기)를, 육군에는 3만 엔을 헌납하였다.

### 전후
1945년 일본의 패전 후, 일본기독교단은 새로운 체제 구축과 전시체제의 청산을 시도했다. 8월 15일, 교단 통리자와 직원들은 쇼와 천황의 옥음방송을 청취한 후, 이를 수용하고 국가 재건을 위한 기도를 올렸다. 8월 28일, 교단은 전국의 목회자들에게 "황국 재건"을 강조하며 충성 서약을 촉구하는 지령을 내렸다. 그러나 전후 일본을 점령한 연합군 최고사령부(GHQ)는 교단의 전쟁 책임을 묻지 않기로 결정했고, 미국 교회 대표단 역시 교단에 대한 지원을 약속하며 책임 추궁을 하지 않았다. 1947년 1월 9일 북미 에큐메니칼 8개 교단이 일본을 방문해 일본기독교단을 지원하는 위원회를 조직하고 자금을 지원했다.전후에도 전시 간부가 교단에 지원된 자금을 배분할 권한을 가지고 있었다.
종교단체법이 폐지된 이후, 일본기독교단은 통리자제를 폐지하고 회의제로 전환하며 새로운 체제를 마련했다. 하지만 1941년 교단 통합 자체를 반대하던 교파들은 교단을 떠났으며, 남아있는 교파들 사이에서는 교파 문제와 신앙 고백을 둘러싼 논쟁이 지속되었다. 1954년, 일본기독교단은 신앙 고백을 제정했지만, 신앙 고백의 구속력을 둘러싼 논쟁은 여전히 해결되지 못했다. 교파적 전통을 중시했던 일부 교회들은 교단에서 이탈해 독립 교회를 설립했으며, 예를 들어, 일본기독개혁파교회와 일본복음루터교회 등이 그 예이다.
1967년, 교단은 "제2차 세계대전 중 일본기독교단의 책임에 대한 고백"(통칭 전쟁 책임 고백)을 발표하며 과거의 전쟁 협력을 반성했다. 그러나 교단 내에서도 이 고백을 둘러싼 의견 차이가 존재해 일부 지도자는 이를 교단의 신앙적 정체성을 위협한다고 보았다. 1948년, 교단은 세계교회협의회(WCC)에 가입하며 국제적인 에큐메니컬 운동에 적극 참여했다. 당시 교단 총회 의장이었던 고사키 미치오는 일본을 대표해 WCC 첫 총회에 참석했으며, 이후 일본기독교단은 전쟁 책임을 넘어 세계 교회와 협력하며 국제적 위상을 회복해 나갔다.
1970년대 이후, 교단은 사회적 역할을 강조하는 사회파와 교회 중심의 전통을 중시하는 교회파 간의 갈등을 겪었다. 이러한 대립은 반박람회 투쟁과 같은 사건으로 심화되었으며, 1990년대에는 성찬 논쟁으로 이어졌다. 2010년, 교단은 처음으로 자유 성찬을 행한 목회자를 면직시키며 갈등이 표면화되었다. 전후 일본기독교단은 다양한 내부 갈등과 외부 도전에 직면하면서도, 일본 최대의 개신교 연합체로서 역할을 수행해왔다. 그러나 전쟁 책임, 신앙 고백, 교회 체제와 사회적 역할을 둘러싼 문제는 여전히 교단의 중요한 과제로 남아 있다.

### 참조주
1. ↑  『キリストこそ我が救い-日本伝道150年の歩み』日本基督教団日本伝道150年記念行事準備委員会
2. ↑  “統計 Statistics｜日本基督教団公式サイト”. 日本基督教団. 2021년 11월 11일. 2022년 6월 8일에 확인함. 다음 글자 무시됨: ‘和書’ (도움말)
3. ↑  『信徒の友』2006年5月号
4. ↑  金田隆一『戦時下キリスト教の抵抗と挫折』新教出版社
5. ↑  『教団時報』第213号　日本基督教団1942年1月15日発行
6. ↑  『日本基督教団史資料集第二巻』125-126
7. ↑  『ホーリネス・バンドの軌跡』新教出版社
8. ↑  井戸垣彰 『キリスト者であることと日本人であること』いのちのことば社
9. ↑  金田隆一 『戦時下キリスト教の抵抗と挫折』新教出版社
10. ↑  『特高月報』1942年11月号
11. ↑  金田隆一『戦時下キリスト教の抵抗と挫折』新教出版社
12. ↑  中村敏『日本における福音派の歴史』いのちのことば社
13. ↑  『日本基督教団史資料集第二巻』131
14. ↑  中村敏『日本キリスト教宣教史』いのちのことば社
15. ↑  『教団時報』1942年12月15日
16. ↑  Christian Press「終戦から75年　キリスト教と戦争 日本基督教団　軍用機献納献金運動」
17. ↑  「陸軍愛國號献納機調査報告」付録「海軍報国号リスト2」
18. ↑  キリスト教学校歴史研究会『主を畏れる-資料に見る戦時下の金城学院と基督教』キリスト新聞社
19. ↑  『日本基督教団資料集』第三巻
20. ↑  安藤肇『教会の戦争責任・戦後責任』いのちのことば社 ISBN 4-264-02698-9
21. ↑  『敬虔に威厳をもって』いのちのことば社
22. ↑  『日本キリスト教宣教史』いのちのことば社292
23. ↑  『教会の戦争責任・戦後責任』いのちのことば社
24. ↑  <研究ノート>「小崎道雄所蔵資料」についての紹介と解説原誠 同志社大学神学部
25. ↑  ナタナエルの信仰-エキュメニカル運動における小崎道雄竹中正夫